# Mycetophagus praetermissus
Mycetophagus praetermissus es una especie de coleóptero de la familia Mycetophagidae.

## Distribución geográfica
Habita en Massachusetts (Estados Unidos).